# Myiobius
Myiobius is een geslacht van zangvogels uit de familie Onychorhynchidae.

## Soorten
Het geslacht kent de volgende soorten:
- Myiobius atricaudus – Zwartstaarttiran
- Myiobius barbatus – Geelstuittiran
- Myiobius sulphureipygius – Zwavelstuittiran
- Myiobius villosus – Borsteltiran